# Arizona Bound
Arizona Bound is een Amerikaanse stomme film uit 1927, onder regie van John Waters met in de hoofdrollen Gary Cooper, Betty Jewel en El Brendel. Destijds werd de film in Nederland uitgebracht onder de titel Het goud convooi. De film is wellicht zoekgeraakt.

## Verhaal
Dave Saulter (Gary Cooper) is een cowboy die het grootste deel van zijn tijd besteedt aan de verzorging van zijn paard Flash en het najagen van Ann Winslow (Betty Jewel), een lokaal meisje dat niet onder de indruk is van zijn onverantwoordelijke gedrag.
Nadat hij een opdracht aanvaardt om een postkoets te beschermen die een lading goud aan boord heeft, wordt de postkoets overvallen door een Texaanse roversbende. Wanneer Dave ervan beschuldigd wordt een van de bandieten te zijn, ontsnapt hij ternauwernood aan een lynchpartij.
Uiteindelijk redt hij het goud, bewijst hij zijn onschuld en verovert hij het meisje.

## Rolverdeling
| Acteur             | Personage           |
| ------------------ | ------------------- |
| Gary Cooper        | Dave Saulter        |
| Betty Jewel        | Ann Winslow         |
| El Brendel         | "Oley Smoke" Oleson |
| Jack Dougherty     | Buck Hanna          |
| Christian J. Frank | Texas Jack          |
| Charles Crockett   | John Winslow        |
| Joe Butterworth    | Tommy Winslow       |
| Guy Oliver         | Sheriff             |

## Trivia
- Dit was de eerste keer dat acteur Gary Cooper de hoofdrol speelde in een langspeelfilm